# Paseo Los Ilustres

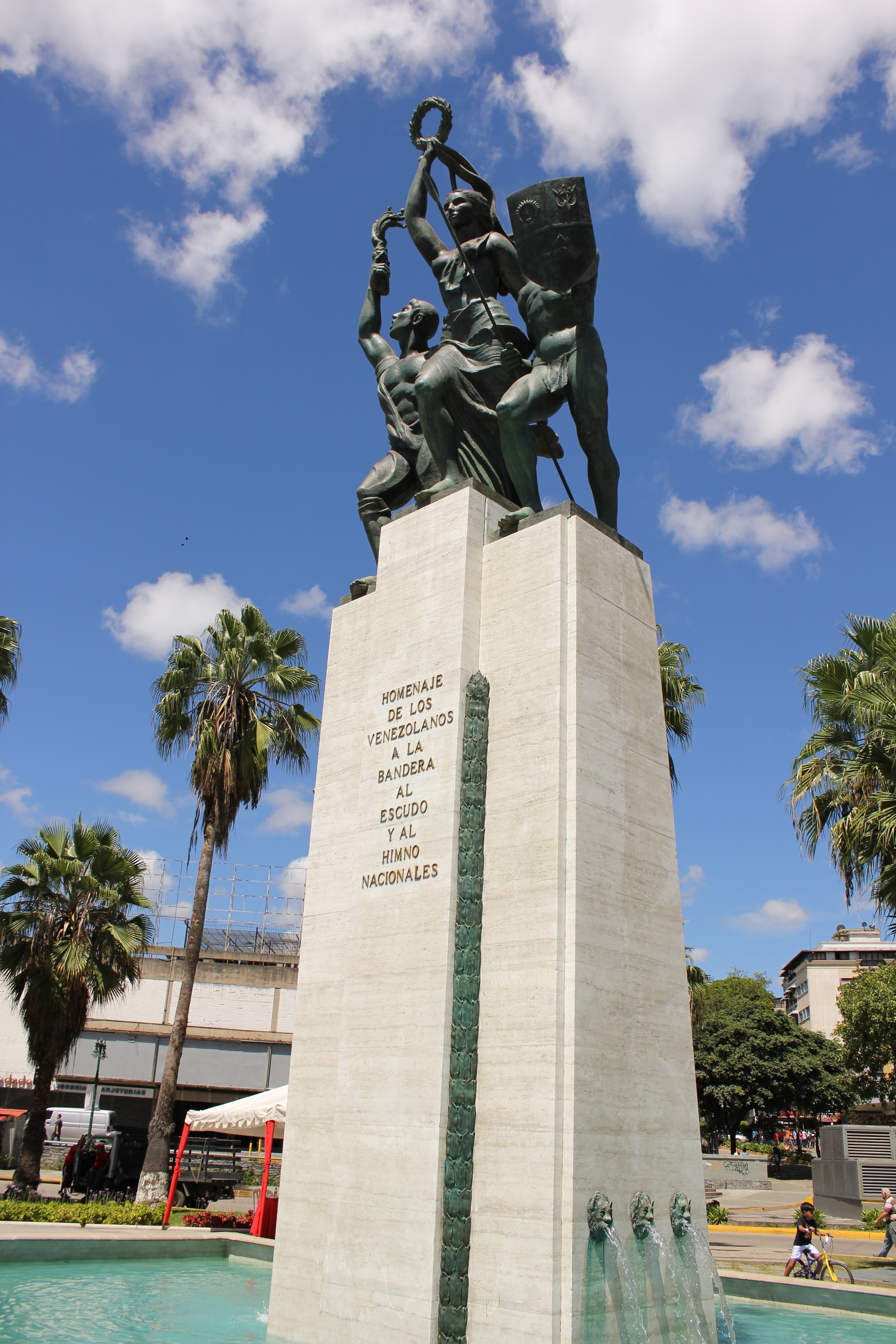
Monumento a los Símbolos Patrios

El Paseo Los Ilustres, ubicado en la parroquia San Pedro del Municipio Libertador de la ciudad de Caracas, es una extensa avenida vehicular con calzadas dobles y una isla peatonal en medio. Erigido como homenaje a los hijos ilustres de la nación venezolana, fue inaugurado en 1956 por el presidente Marcos Pérez Jiménez. Sus orígenes datan de principios de la década de 1940, cuando este eje vial es desarrollado como parte del ordenamiento urbanístico del gobierno de Isaías Medina Angarita, para destinarlo a viviendas y recreación de la Clase Media.
Forma parte del Sistema Urbano de la Nacionalidad, cuya función original fue conectar la Ciudad Universitaria de Caracas, campus principal de la Universidad Central de Venezuela, con la Escuela Militar. Diseñado en estilo neoclásico, pretende ocupar, dentro de la geografía urbana de Caracas, el lugar que los Campos Elíseos ocupan en París.
Constituye el punto de intercambio de la población civil y militar, desplazándose hacia un lado del club Círculo de la Fuerza Armada, sede destinada a los eventos sociales de los miembros de la institución militar. Está conformado por fuentes, jardineras, jardines y espejos de agua en todo su recorrido y es muy empleado por los caraqueños en carreras, caminatas y paseos ciclísticos.
En 1960 durante un desfile militar conmemorativo de la Batalla de Carabobo, en el Paseo Los Ilustres, el presidente Rómulo Betancourt sufre un atentado al estallar un automóvil cercano a causa de una bomba de tiempo, a las 9.30 de la mañana. Fallece el jefe de la Casa Militar Coronel Ramón Armas Pérez. El presidente sufrió quemaduras severas, sobre todo en las manos. El atentado fue presuntamente planificado por el entonces gobernante dominicano Rafael Leónidas Trujillo.